# Мэр Гибралтара
Мэр Гибралтара — церемониальная должность в администрации заморской территории Великобритании Гибралтар. Мэра назначают избранные члены парламента. Офис мэра располагается на Джон-Макинтош-сквер. С 5 апреля 2019 года мэром Гибралтара является Джон Гонсальвес. С 4 апреля 2017 года до 5 апреля 2019 года должность занимала Кайяне Алдорино, сменившая Адольфо Канепу.

## История

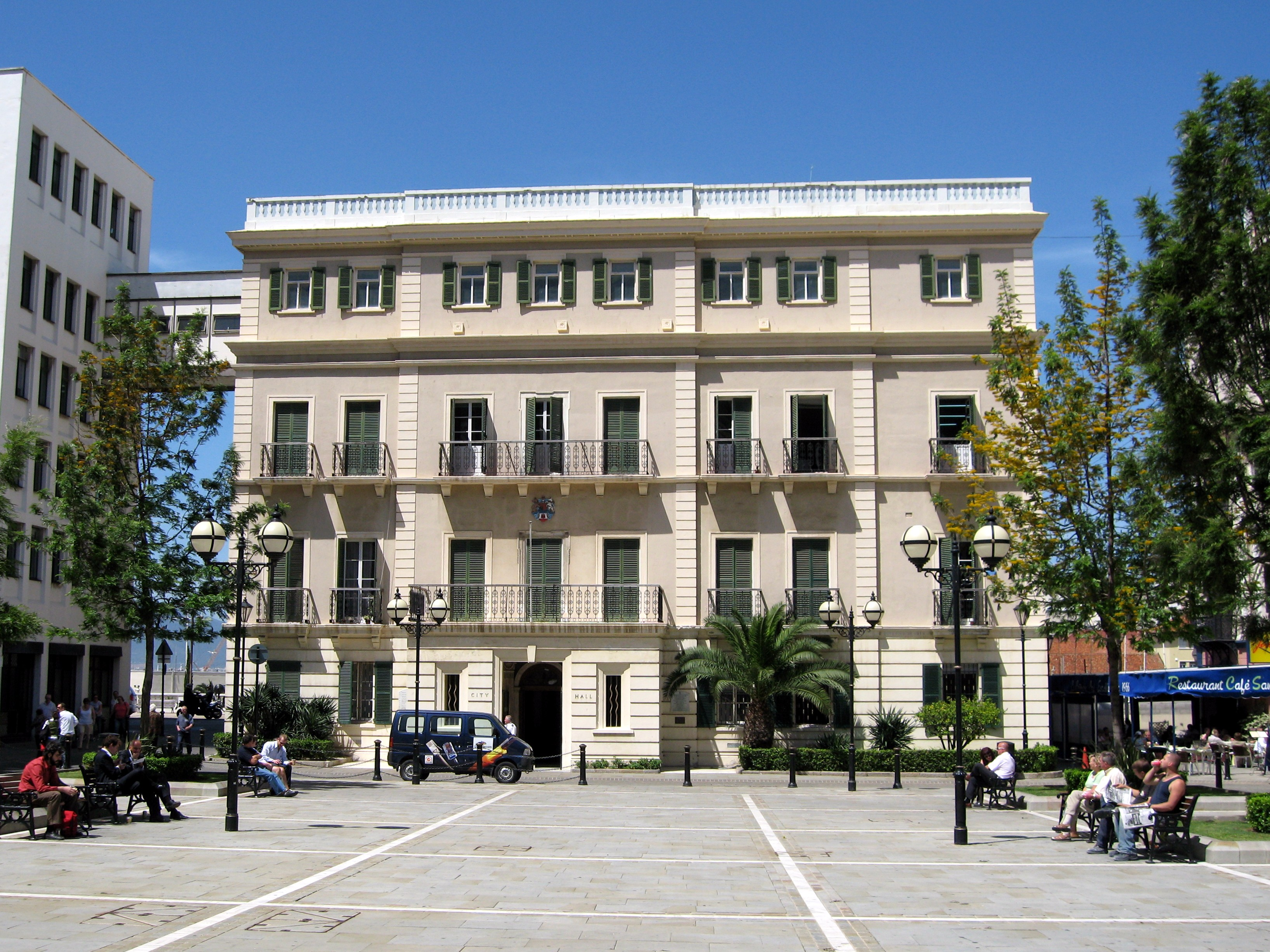
Мэрия Гибралтара на Джон-Макинтош-сквер, напротив здания Парламента Гибралтара

В 1921 году был создан городской совет Гибралтара во главе с председателем. В 1955 году, по просьбе членов городского совета, должность главы совета переименована в мэра Гибралтара, поэтому мэр Гибралтара был выбран из числа членов Совета. Джошуа Хассан, председатель городского совета на тот момент, стал первым мэром Гибралтара.

### Конституция 1969 года
В 1969 году был подписан указ о введении новой конституции Гибралтара, по которой упразднялся городской совет. Однако должность мэра Гибралтара сохранилась как церемониальная, право выбора мэра перешло Ассамблее, а позже — парламенту. Это означало, что должность мог занимать только спикер парламента или министр.

В Конституции 1969 года установлено:
Лицо, избранное на должность мэра, занимает её на условиях и исполняет такие функции, какие определены Губернатором после консультации с Советом Гибралтара.

### Конституция 2006 года
С принятием в 2006 году новой конституции мэра перестали избирать из числа членов парламента. Вместо этого мэр назначается парламентом. Новая система позволяла назначать мэра из числа граждан Гибралтара сроком на 1 год. Правительство Гибралтара также приняло решение, что заместитель мэра будет назначен на тот же срок, по прошествии которого сменит предыдущего мэра на его посту.

## Назначение
Мэр Гибралтара назначается парламентом, но не из числа членов парламента, и занимает должность в течение одного года. Согласно Конституции 2006 года, функции мэра, церемониальные или общественные, также определяются парламентом.

### Заместитель
Заместитель мэра парламентом одновременно с мэром на тот же срок в один год для оказания помощи и поддержки мэра при исполнении возложенных на него обязанностей, а также для исполнения обязанностей мэра в случае его отсутствия или невозможности исполнять свои обязанности. Через год заместитель мэра назначается мэром, а ему в помощь избирается новый заместитель.

## Обязанности
С 1969 года мэр Гибралтара не является политической фигурой и исполняет церемониальные или общественные обязанности. Должности мэра и его заместителя являются почётными и, следовательно, неоплачиваемыми.

## Список мэров Гибралтара
Ниже представлен список всех мэров Гибралтар с учреждения должности в 1955 году:
| №  | Портрет | Имя              | Вступил в должность | Покинул должность |
| 1  |         | Джошуа Хасан     | 1955                | 1969              |
| 2  |         | Уильям Томпсон   | 1969                | 1970              |
| 3  |         | Альфред Васкес   | 1970                | 1976              |
| 4  |         | Адольфо Канепа   | 1976                | 1978              |
| 5  |         | Гораций Саммит   | 1979                | 1979              |
| 6  |         | Абрахам Серфати  | 1979                | 1988              |
| 7  |         | Мари Монтегриффо | 1988                | 1995              |
| 8  |         | Роберт Мор       | 1995                | 1996              |
| 9  |         | Джон Алкантара   | 1996                | 2004              |
| 10 |         | Клайв Белтран    | 2004                | 31 июля 2008      |
| 11 |         | Соломон Леви     | 1 августа 2008      | 31 июля 2009      |
| 12 |         | Ольга Саммитт    | 1 августа 2009      | 31 июля 2010      |
| 13 |         | Энтони Ломбард   | 1 августа 2010      | 31 июля 2011      |
| 14 |         | Хулио Алкантара  | 1 августа 2011      | 31 июля 2012      |
| 15 |         | Энтони Лима      | 1 августа 2012      | 1 апреля 2014     |
| 4  |         | Адольфо Канепа   | 2 апреля 2014       | 4 апреля 2017     |
| 16 |         | Кайяне Алдорино  | 5 апреля 2017       | 5 апреля 2019     |
| 17 |         | Джон Гонсальвес  | 5 апреля 2019       | н. в.             |